# Ladies European Tour 2015
De Ladies European Tour 2015 was het 37ste seizoen van de Ladies European Tour, sinds 1979. Het seizoen begon in februari met de RACV Ladies Masters en eindigde met de Omega Dubai Ladies Masters in december. Er stonden 22 toernooien op de agenda.

## Wijzigingen
De LET paste ten opzichte van het vorig seizoen, in 2014, enkele wijzigingen toe op de kalender:
Nieuw
- Buick Championship
- Kowa Queens Cup

Verdwenen
- Allianz Ladies Slovak Open
- Ladies Italian Open
- Ladies German Open
- Open de España Femenino

Terugkeer
- Solheim Cup: tweejaarlijks toernooi, vorige editie was in 2013

## Kalender
| Data  | Data  | Toernooi                                       | Stad              | Winnaar                 | Score     | Score     | Info                 |
| ----- | ----- | ---------------------------------------------- | ----------------- | ----------------------- | --------- | --------- | -------------------- |
| 12-02 | 15-02 | RACV Ladies Masters                            | Gold Coast        | Su-Hyun Oh              | 285       | –7        |                      |
| 19-02 | 23-02 | ISPS Handa Women's Australian Open             | Melbourne         | Lydia Ko                | 283       | –9        |                      |
| 27-02 | 01-03 | ISPS Handa New Zealand Women's Open            | Christchurch      | Lydia Ko                | 202       | –14       |                      |
| 12-03 | 15-03 | World Ladies Championship                      | Haikou            | Ryu So-yeon             | 279       | –13       | Individueel          |
| 12-03 | 15-03 | World Ladies Championship                      | Haikou            | Zuid-Korea              | 559       | –25       | Team                 |
| 26-03 | 29-03 | Lalla Meryem Cup                               | Agadir            | Gwladys Nocera          | 271       | –13       |                      |
| 07-05 | 10-05 | Buick Championship                             | Sjanghai          | Shanshan Feng           | 271       | –17       | Nieuw toernooi       |
| 17-05 | 20-05 | Turkish Airlines Ladies Open                   | Belek             | Melissa Reid            | 281       | –11       |                      |
| 19-06 | 21-06 | Deloitte Ladies Open                           | Amsterdam         | Christel Boeljon        | 209       | –10       |                      |
| 02-07 | 05-07 | ISPS Handa Ladies European Masters             | Denham            | Beth Allen              | 276       | –12       |                      |
| 24-07 | 26-07 | Aberdeen Asset Management Ladies Scotland Open | East Lothian      | Rebecca Artis           | 210       | –6        |                      |
| 30-07 | 02-08 | Ricoh Women's British Open                     | Turnberry         | Inbee Park              | 276       | –12       |                      |
| 07-08 | 09-08 | Pilsen Golf Masters                            | Pilsen            | Hannah Burke            | 200       | –13       |                      |
| 03-09 | 06-09 | Helsingborg Open                               | Helsingborg       | Nicole Broch Larsen     | 280       | –12       |                      |
| 10-09 | 13-09 | The Evian Championship                         | Évian-les-Bains   | Lydia Ko                | 268       | –16       |                      |
| 18-09 | 20-09 | Solheim Cup                                    | St. Leon-Rot      | Verenigde Staten        | 14,5-13,5 | 14,5-13,5 | Teamcompetitie       |
| 24-09 | 27-09 | Lacoste Ladies Open de France                  | Saint-Jean-de-Luz | Céline Herbin po        | 269       | –11       |                      |
| 08-10 | 11-10 | Xiamen International Women's Open              | Xiamen            | Yeom Hye-in             | 272       | –16       |                      |
| 23-10 | 25-10 | Hero Women's Indian Open                       | New Delhi         | Emily Kristine Pedersen | 216       | par       |                      |
| 06-11 | 11-10 | Sanya Ladies Open                              | Sanya             | Lin Xiyu                | 203       | –13       |                      |
| 04-12 | 06-12 | Kowa Queens Cup                                | Aichi             | Japan                   | 41        | 41        | Nieuw teamcompetitie |
| 09-12 | 12-12 | Omega Dubai Ladies Masters                     | Dubai             | Shanshan Feng           | 267       | –21       |                      |

| Majors |  | po = winnares na play-off |